# 레주이비
레주이비(베트남어: Lê Duy Vĩ / 黎維禕 려유의, ? ~ 1771년)는 대월 후 레 왕조의 황태자이다.

## 생애
레 현종과 황후 쩐(陳)씨 사이에서 태어났다.
1764년 1월, 현종이 레주이비를 황태자로 세웠다. 그런데 레주이비는 정권을 잡은 찐 주와 갈등이 있었다.
1771년 12월, 찐 주의 찐섬이 레주이비를 죽였고, 그의 어머니 황후 쩐씨는 휘호(徽號)를 강제로 철회당했으며, 레주이껀이 황태자로 세워졌다.
이후 아들인 레 민제가 즉위한 뒤 레주이비의 시호를 우종(佑宗), 묘호를 연황제(衍皇帝), 능호를 동릉(同陵)이라고 하였다.